# Tornakápolna, Borsod-Abaúj-Zemplén
Tornakápolna este un sat în districtul Edelény, județul Borsod-Abaúj-Zemplén, Ungaria, având o populație de 22 de locuitori (2011). 

## Demografie
Componența etnică a satului Tornakápolna
     Maghiari (100%)
Componența confesională a satului Tornakápolna
     Reformați (31,82%)
     Necunoscută (68,18%)
Conform recensământului din 2011, satul Tornakápolna avea 22 de locuitori. Din punct de vedere etnic, majoritatea locuitorilor (100,0%) erau maghiari. Nu există o religie majoritară, locuitorii fiind  și reformați (31,82%). Pentru 68,18% din locuitori nu este cunoscută apartenența confesională.